# 山本尚貴
山本 尚貴（やまもと なおき、1988年7月11日 - ）は、栃木県宇都宮市出身のレーシングドライバー。

## プロフィール
- 身長：164cm
- 体重：63kg
- 血液型：RH+B型
- 趣味：マウンテンバイク、フィッシング、料理
- 家族：2016年8月11日にテレビ東京アナウンサーの狩野恵里と結婚[1][2]。2018年に第1子・第2子となる双子の女児が誕生[3]。
- 愛称：「部長」、「山本部長」

## 経歴
1994年から6歳でカートを始める。
2002年に全日本カート選手権 FAクラスでシリーズチャンピオンとなり、2004年、2005年とイタリアン・オープン・マスターズ FAクラスに参戦、2005年にはシリーズランキング5位となった。
2006年、鈴鹿サーキットレーシングスクール・フォーミュラ（SRS-F）に入校し、成績優秀者としてスカラシップを獲得。2007年はHonda フォーミュラ・ドリーム・プロジェクト（HFDP）からフォーミュラチャレンジ・ジャパン（FCJ）に参戦し、自身の地元である第15戦と第16戦（もてぎ）で2連勝を決め、シリーズランキング2位を獲得している。2007年に作新学院高等学校を卒業。
2008年はHonda Team Realから全日本F3選手権・全日本選手権クラスにステップアップし、第9戦（岡山）で初優勝を果たしたものの、シリーズ5位に終わった。
2009年はHFDP RACINGより全日本F3選手権・Nクラスに参戦。第6戦、第7戦、第10戦で優勝し、地元もてぎで第11戦、第12戦で2連勝した。この際、もてぎには「山本尚貴応援席」が設置され、地元の友人が中心となった手づくりの応援が行われた。その後も第13戦、第14戦と連勝を重ね、最終戦を待たずにシリーズチャンピオンを獲得した。
2010年は、NAKAJIMA RACINGより全日本選手権フォーミュラ・ニッポンに、TEAM KUNIMITSUからSUPER GT GT500クラスに参戦。SUPER GT開幕戦（鈴鹿）では、デビュー戦ながら荒れたコンディションの中タイヤ交換をしていないHSV-010 GTで粘り強い走りを見せて、3位表彰台を獲得した。
2011年は、フォーミュラ・ニッポンではNAKAJIMA RACINGからTEAM 無限へ移籍。SUPER GT GT500クラスは引き続きTEAM KUNIMITSUから参戦。フォーミュラ・ニッポンでは移籍早々開幕戦で自身初のポールポジションを獲得。しかしレースでは1コーナー先で接触を喫しリタイヤに終わる。その後は勢いに乗れずシリーズ11位に終わった。SUPER GTではシリーズ9位。
2012年は、TEAM 無限よりフォーミュラ・ニッポンに、SUPER GT GT500はTEAM KUNIMITSUと変わらず。開幕戦では一度抜かれたCERUMOの立川祐路を残り2周で抜き返し初優勝のチャンスを得るが、最終ラップに再び抜き返され2位に終わった。このバトルは2013年シーズン開幕前に作られた公式PVでも名シーンとして採用された。
2013年は、スーパーフォーミュラにTEAM 無限から、SUPER GT GT500には童夢レーシングから参戦。第5戦鈴鹿1000kmではフレデリック・マコヴィッキィと共に悲願のGT500初優勝を果たし、勝利者インタビューでは人目もはばからず涙を見せた。スーパーフォーミュラでは開幕戦から調子を上げ、第3戦（AP）で自身初の表彰台を獲得。迎えた最終戦（鈴鹿）を前にシリーズ1位、2位のアンドレ・ロッテラーとロイック・デュバルがFIA 世界耐久選手権に参戦するため欠場という状況ではあったが、2レース制の最終戦で2つのポールポジションを獲得。レース1では自身初優勝、レース2でも条件ギリギリの3位に入りスーパーフォーミュラの初代チャンピオンに輝いた。
2014年は、スーパーフォーミュラは引き続きTEAM 無限、SUPER GT GT500は童夢レーシングから参戦。両カテゴリー共に新型車両導入のシーズンであったが、ホンダ勢は軒並み苦戦を強いられる。その中でもSUPER GTでは大雨の第5戦（富士）500kmレースにて、ホンダ勢ではシーズン唯一の勝利を飾った。最終戦までチャンピオンの可能性を残し、シリーズ4位で終える。スーパーフォーミュラでも序盤はポイント獲得が精一杯であったが、第5戦（AP）、第6戦（菅生）と2戦連続でポールポジションを獲得。ホンダ勢では最上位の9位でシリーズを終えた。
2015年のSUPER GTはTEAM KUNIMITSUに移籍。伊沢拓也とタッグを組んだ。第6戦SUGOでホンダ勢唯一の優勝を飾る。スーパーフォーミュラは引き続きTEAM 無限から参戦。最終戦第2レースでホンダ勢で唯一となる優勝を飾った。

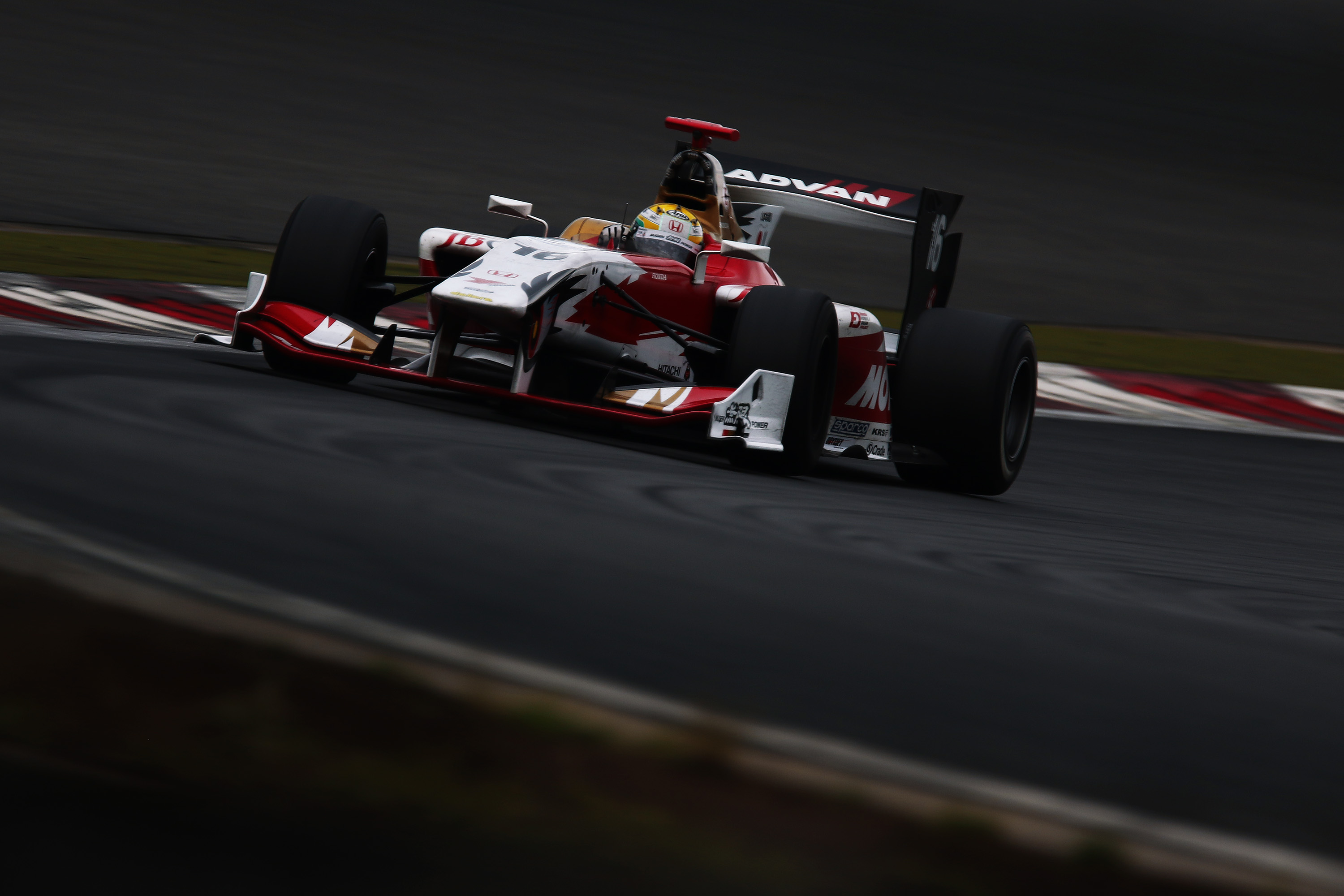
2016年スーパーフォーミュラ（富士）

2016年は、SUPER GTでは引き続きTEAM KUNIMITSUから伊沢拓也と共に参戦。マシン開発で遅れを取り優勝はできなかったが、第5戦（富士）で3位表彰台を獲得した。スーパーフォーミュラでは引き続きTEAM 無限から参戦し開幕戦で優勝した。
2017年も、SUPER GTはTEAM KUNIMITSUから伊沢拓也と共に参戦。第3戦（AP）でポールポジションを獲得したが、優勝はできず3位に終わった。また、第6戦（鈴鹿1000km）でも3位表彰台を獲得した。スーパーフォーミュラではGP2チャンピオンのピエール・ガスリーを迎え2台体制となったTEAM 無限から参戦した。
2018年のSUPER GTはTEAM KUNIMITSUから参戦。チームメイトには、2009年F1チャンピオンであるジェンソン・バトンが加わった。第6戦（菅生）で優勝し、KeePer TOM'S LC500（平川亮・ニック・キャシディ組）と同点で臨んだ最終戦（もてぎ）で直接対決を制し、GTでは初となるチャンピオンを獲得した。スーパーフォーミュラでは昨年までGP3に参戦していた福住仁嶺を迎えたTEAM 無限から引き続き参戦。開幕戦（鈴鹿）と第3戦（菅生）で優勝した後、ランキング3位で迎えた最終戦（鈴鹿）では、予選でポールポジションを獲得し、決勝ではランキングトップであったKONDO Racingのニック・キャシディの猛追から逃げ切って見事にポール・トゥ・ウィンを成し遂げ、逆転で2013年以来となるドライバーズチャンピオンを獲得した。これにより山本は2004年のリチャード・ライアン以来となる国内最高峰カテゴリのダブルタイトルを達成した（日本人ドライバーとしては2003年の本山哲以来）。
2019年のSUPER GTはTEAM KUNIMITSUでバトンと2年目のコンビを組む。スーパーフォーミュラは8年間在籍したTEAM 無限を離れ、福住とともにダンディライアンへ移籍。開幕3戦連続表彰台（第3戦菅生優勝）とポイントリードを築くも、後半戦は苦戦し、最終戦鈴鹿でキャシディに逆転されタイトル防衛を逃したが、ダンディライアンのチームタイトル獲得に貢献した。
2020年のSuperGTは牧野任祐とコンビで参戦し、開幕戦富士でのトヨタ・GRスープラのトップ５独占に続く６位、その後も優勝はないもののコンスタントにポイントを積み重ねていき、最終戦を前にしてチャンピオンの権利を有するチームが１０チームあるというサバイバルレースの様相となった富士スピードウェイでの最終戦を迎える。予選ではフロントロー・セカンドローをトヨタに独占され7番手スタートとなるも決勝ではファーストスティントの牧野がハイペースで飛ばし最小スティントの22周、2番手で交代する。交代後はトップの37号車との最大で16秒あったギャップを徐々に詰めていき最終的にはファイナルラップまでに約2秒まで詰めることとなったが、それ以上はタイヤ・燃料の問題からも厳しく勝負はあったとは思いつつも「なにもせずに負けるくらいなら車が止まってでもいいから勝負する」とプッシュを続けていた。そして最終ラップの最終コーナーで本人曰く「今まで見てきた景色とは全然違う光景」が広がっており、ガス欠となった37号車をホームストレートで抜き去って劇的なシーズン初勝利とシーズンチャンピオンを獲得した。ちなみに100号車も燃料はギリギリだったようで、チェッカーを受けた瞬間、燃圧が低下しガス欠症状が出ていたがアクセルを外しており、その後のウイニングランの最中も気づかずにいたが最後の上り坂でアクセルを踏んだときに初めてガス欠に気づいたが既に燃料は尽きておりマーシャルにけん引してもらってパルクフェルメに帰ってきた。
2023年9月17日、SUPER GT第6戦SUGOでの決勝レース中のクラッシュにより外傷性環軸椎亜脱臼および中心性脊髄損傷と診断され、以後のレースを入院加療のためスーパーフォーミュラも含めて全戦欠場となった。2か月後の11月18日に退院、12月12日にホンダより山本の2024年開幕からのレース復帰を待っているとのHRC社長によるコメントが発表され、SUPER GTはTEAM KUNIMITSU、スーパーフォーミュラはNakajima Racingという同じ参戦体制を2024年も継続することが明らかにされた。
2024年11月5日、山本は自身のSNSで今シーズン限りでスーパーフォーミュラから退く決断をしたことを発表し、15年間に及ぶ国内トップフォーミュラのキャリアに終止符を打つことになる。

### F1挑戦

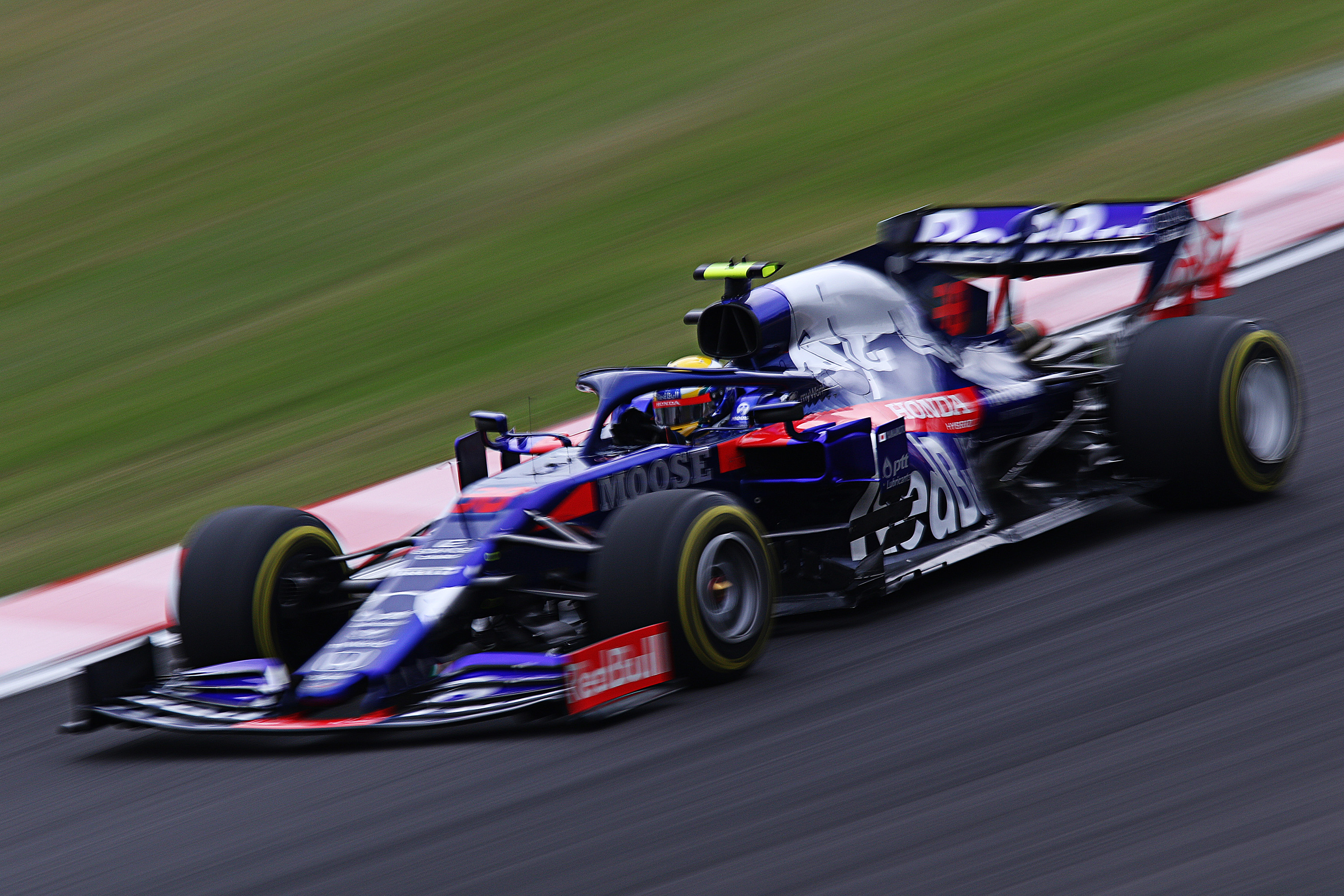
2019年日本GP FP1にて

2018年にSUPER GTとスーパーフォーミュラのダブルチャンピオンを獲得したことから、F1参戦に必要なスーパーライセンスの発給条件となるポイント（3年間に合計40点以上）をクリアする見込みとなった。山本自身はF1挑戦に意欲を示し、山本雅史（本田技研 MS部部長）やバトンら周囲も後押しする姿勢を示した。2019年のレギュラーシート獲得はならなかったが、F1のレース現場に数戦帯同し、2019年日本GPの金曜日午前のフリー走行1回目（FP1）への出走が決まった。なお、スーパーライセンスはポイント基準に達しておらず、2019年の成績も加算した上で発給された。日本GPではトロ・ロッソのピエール・ガスリーに代わって出走。初めてのF1マシンにもかかわらず、チームメイトのダニール・クビアトが出したタイムから0.09落ちのタイムを記録した。

## レース戦績
- 1998年 - SL鹿沼シリーズ・PS-PCRクラス（シリーズチャンピオン）
- 2000年 - 全日本ジュニアカート選手権・FP-Jrクラス（シリーズ7位・1勝）
- 2001年 - 全日本カート選手権・ICAクラス（シリーズ3位）
- 2002年 - 全日本カート選手権・FAクラス（シリーズチャンピオン・5勝）
- 2003年
  - 全日本カート選手権東地域・FAクラス＜Rd.1,3 スポット参戦＞（2優）
  - 全日本カート選手権・FSAクラス＜Rd4〜＞（シリーズ6位）
- 2004年
  - FIK イタリアン オープン マスターズ・FAクラス（シリーズ29位）
  - CIK-FIA アジアパシフィック選手権・ICAクラス（シリーズ6位）
- 2005年
  - FIK イタリアン オープン マスターズ・FAクラス（シリーズ5位）
  - CIK-FIA 世界カート選手権・FAクラス＜ポルトガル大会＞（12位）
- 2006年 - 鈴鹿サーキットレーシングスクール（SRS-F入校）（スカラシップ獲得）
- 2007年 - FCJシリーズ（シリーズ2位・2勝）
- 2008年 - 全日本F3選手権・全日本選手権クラス（Honda Team Real #7 Honda Team Real／ダラーラF308 MF204C）（シリーズ5位・1勝）
- 2009年 - 全日本F3選手権・Nクラス（HFDP RACING #7 HFDP RACING／ダラーラF307 3S-GE）（シリーズチャンピオン・8勝）
- 2010年
  - 全日本選手権フォーミュラ・ニッポン（NAKAJIMA RACING #31／スウィフト017.n HR10E）（シリーズ7位・ルーキー・オブ・ザ・イヤー）
  - SUPER GT・GT500クラス（TEAM KUNIMITSU #100 RAYBRIG HSV-010／HSV-010 HR10EG）（シリーズ8位）
- 2011年
  - 全日本選手権フォーミュラ・ニッポン（TEAM 無限 #16／スウィフト017.n HR10E）（シリーズ11位）
  - SUPER GT・GT500クラス（TEAM KUNIMITSU #100 RAYBRIG HSV-010 GT／HSV-010 HR10EG）（シリーズ9位）
- 2012年
  - 全日本選手権フォーミュラ・ニッポン（TEAM 無限 #16／スウィフト017.n HR12E）（シリーズ11位）
  - SUPER GT・GT500クラス（TEAM KUNIMITSU #100 RAYBRIG HSV-010 GT／HSV-010 HR10EG）（シリーズ5位）
- 2013年
  - 全日本選手権スーパーフォーミュラ（TEAM 無限 #16／スウィフト017.n HR12E）(シリーズチャンピオン・1勝）
  - SUPER GT・GT500クラス（ウイダー モデューロ 童夢レーシング #18 ウイダー モデューロ HSV-010 GT／HSV-010 HR10EG）(シリーズ4位・1勝）
- 2014年
  - 全日本選手権スーパーフォーミュラ（TEAM 無限 #1／ダラーラSF14 HR-414E）（シリーズ9位）
  - SUPER GT・GT500クラス（ウイダー モデューロ 童夢レーシング #18 ウイダー モデューロ NSX CONCEPT-GT／NSX CONCEPT-GT HR-414E）（シリーズ4位・1勝）
- 2015年
  - 全日本選手権スーパーフォーミュラ（TEAM 無限 #16／ダラーラSF14 HR-414E）（シリーズ5位・1勝）
  - SUPER GT・GT500クラス（TEAM KUNIMITSU #100 RAYBRIG NSX CONCEPT-GT／NSX CONCEPT-GT HR-414E）（シリーズ3位・1勝）
- 2016年
  - 全日本スーパーフォーミュラ選手権（TEAM 無限 #16／ダラーラSF14 HR-414E）（シリーズ7位・1勝）
  - SUPER GT・GT500クラス（TEAM KUNIMITSU #100 RAYBRIG NSX CONCEPT-GT／NSX CONCEPT-GT HR-414E）（シリーズ14位）
- 2017年
  - 全日本スーパーフォーミュラ選手権（TEAM 無限 #16／ダラーラSF14 HR-417E）（シリーズ9位）
  - SUPER GT・GT500クラス（TEAM KUNIMITSU #100 RAYBRIG NSX-GT／NSX-GT HR-417E）（シリーズ7位）
- 2018年
  - 全日本スーパーフォーミュラ選手権（TEAM 無限 #16／ダラーラSF14 HR-417E）（シリーズチャンピオン・3勝）
  - SUPER GT・GT500クラス（TEAM KUNIMITSU #100 RAYBRIG NSX-GT／NSX-GT HR-417E）（シリーズチャンピオン・1勝）
- 2019年
  - 全日本スーパーフォーミュラ選手権（DOCOMO TEAM DANDELION RACING #1／ダラーラSF19 HR-417E）（シリーズ2位・1勝）
  - SUPER GT・GT500クラス（TEAM KUNIMITSU #1 RAYBRIG NSX-GT／NSX-GT HR-417E）（シリーズ8位）
- 2020年
  - 全日本スーパーフォーミュラ選手権（DOCOMO TEAM DANDELION RACING #5／ダラーラSF19 HR-417E）（シリーズチャンピオン・1勝）
  - SUPER GT・GT500クラス（TEAM KUNIMITSU #100 RAYBRIG NSX-GT／NSX-GT HR-420E(NC型FR)）（シリーズチャンピオン・1勝）
- 2021年
  - 全日本スーパーフォーミュラ選手権（TCS NAKAJIMA RACING #1／ダラーラSF19 HR-417E）（シリーズ13位）
  - SUPER GT・GT500クラス（TEAM KUNIMITSU #1 STANLEY NSX-GT／NSX-GT HR-420E(NC型FR)）（シリーズ3位）
- 2022年
  - 全日本スーパーフォーミュラ選手権（TCS NAKAJIMA RACING #64／ダラーラSF19 HR-417E）（シリーズ10位）
  - SUPER GT・GT500クラス（TEAM KUNIMITSU #100 STANLEY NSX-GT／NSX-GT HR-420E(NC型FR)）（シリーズ3位）
- 2023年
  - 全日本スーパーフォーミュラ選手権（TCS NAKAJIMA RACING #64／ダラーラSF23 HR-417E）（シリーズ13位）
  - SUPER GT・GT500クラス（TEAM KUNIMITSU #100 STANLEY NSX-GT／NSX-GT HR-420E(NC型FR)）（シリーズ11位）
- 2024年
  - 全日本スーパーフォーミュラ選手権（PONOS NAKAJIMA RACING #64／ダラーラSF23 HR-417E）
  - SUPER GT・GT500クラス（STANLEY TEAM KUNIMITSU #100 STANLEY CIVIC TYPE R-GT／CIVIC TYPE R-GT HR-420E(FL5型FR)）

### 全日本フォーミュラ3選手権
| 年     | チーム          | エンジン | クラス | 1       | 2      | 3        | 4      | 5        | 6      | 7      | 8        | 9       | 10     | 11     | 12     | 13     | 14     | 15      | 16     | 17     | 18     | 順位 | ポイント |
| ------ | --------------- | -------- | ------ | ------- | ------ | -------- | ------ | -------- | ------ | ------ | -------- | ------- | ------ | ------ | ------ | ------ | ------ | ------- | ------ | ------ | ------ | ---- | -------- |
| 2008年 | Honda Team Real | 無限     |        | FSW1 5  | FSW2 7 | AUT1 5   | AUT2 5 | SUZ1 Ret | SUZ2 4 | TRM1 5 | TRM2 Ret | OKA1 1  | OKA2 4 | SUZ1 3 | SUZ2 4 | TRM1 5 | TRM2 5 | FSW1 6  | FSW2 6 | SUG1 5 | SUG2 7 | 5位  | 138      |
| 2009年 | HFDP RACING     | トヨタ   | N      | FSW1 12 | FSW2 8 | OKA1 Ret | OKA2 6 | SUZ1 8   | SUZ2 7 | FSW1 7 | FSW2 8   | SUZ1 12 | SUZ2 7 | TRM1 8 | TRM2 8 | AUT1 8 | AUT2 8 | SUG1 12 | SUG2 5 |        |        | 1位  | 121      |

- 太字はポールポジション、斜字はファステストラップ。(key)

### フォーミュラ・ニッポン/スーパーフォーミュラ
| 年     | チーム                | シャシー          | エンジン | 1      | 2        | 2      | 3       | 4      | 5       | 5       | 6       | 7       | 7        | 8      | 9      | 10    | 順位 | ポイント |
| ------ | --------------------- | ----------------- | -------- | ------ | -------- | ------ | ------- | ------ | ------- | ------- | ------- | ------- | -------- | ------ | ------ | ----- | ---- | -------- |
| 2010年 | NAKAJIMA RACING       | スウィフト・017.n | ホンダ   | SUZ 7  | TRM 5    | TRM 5  | FSW 7   | TRM 4  | SUG Ret | SUG Ret | AUT 5   | SUZ1 6  | SUZ2 5   |        |        |       | 7位  | 20.5     |
| 2011年 | TEAM 無限             | スウィフト・017.n | ホンダ   | SUZ NC | AUT 5    | AUT 5  | FSW 9   | TRM 14 | SUZ C   | SUZ C   | SUG 11  | TRM1 12 | TRM2 Ret |        |        |       | 11位 | 5        |
| 2012年 | TEAM 無限             | スウィフト・017.n | ホンダ   | SUZ 7  | TRM 7    | TRM 7  | AUT 9   | FSW 12 | TRM Ret | TRM Ret | SUG 14  | SUZ1 15 | SUZ2 Ret |        |        |       | 11位 | 4        |
| 2013年 | TEAM 無限             | スウィフト・017.n | ホンダ   | SUZ 4  | AUT 3    | AUT 3  | FSW 3   | TRM 8  | INJ C   | INJ C   | SUG 3   | SUZ1 1  | SUZ2 3   |        |        |       | 1位  | 37       |
| 2014年 | TEAM 無限             | ダラーラ・SF14    | ホンダ   | SUZ 11 | FSW1 Ret | FSW2 5 | FSW 5   | TRM 15 | AUT 7   | AUT 7   | SUG 7   | SUZ1 7  | SUZ2 6   |        |        |       | 9位  | 14.5     |
| 2015年 | TEAM 無限             | ダラーラ・SF14    | ホンダ   | SUZ 15 | OKA 4    | OKA 4  | FSW 12  | TRM 8  | AUT 7   | AUT 7   | SUG 2   | SUZ1 14 | SUZ2 1   |        |        |       | 5位  | 26       |
| 2016年 | TEAM 無限             | ダラーラ・SF14    | ホンダ   | SUZ 1  | OKA 5    | OKA 5  | FSW Ret | TRM 8  | OKA1 10 | OKA2 6  | SUG 14  | SUZ1 19 | SUZ2 Ret |        |        |       | 7位  | 15.5     |
| 2017年 | TEAM 無限             | ダラーラ・SF14    | ホンダ   | SUZ 2  | OKA1 5   | OKA2 8 | FSW Ret | TRM 13 | AUT Ret | AUT Ret | SUG 18  | SUZ1 C  | SUZ2 DNQ |        |        |       | 9位  | 10.5     |
| 2018年 | TEAM 無限             | ダラーラ・SF14    | ホンダ   | SUZ 1  | AUT C    | AUT C  | SUG 1   | FSW 8  | TRM 7   | TRM 7   | OKA 10  | SUZ 1   | SUZ 1    |        |        |       | 1位  | 38       |
| 2019年 | TEAM DANDELION RACING | ダラーラ・SF19    | ホンダ   | SUZ 2  | AUT 2    | AUT 2  | SUG 1   | FSW 11 | TRM 9   | TRM 9   | OKA 7   | SUZ 5   | SUZ 5    |        |        |       | 2位  | 33       |
| 2020年 | TEAM DANDELION RACING | ダラーラ・SF19    | ホンダ   | TRM 13 | OKA 6    | OKA 6  | SUG 3   | AUT 2  | SUZ 1   | SUZ 1   | SUZ Ret | FSW 5   | FSW 5    |        |        |       | 1位  | 62       |
| 2021年 | TCS NAKAJIMA RACING   | ダラーラ・SF19    | ホンダ   | FSW 6  | SUZ 8    | SUZ 8  | AUT 9   | SUG 12 | TRM 12  | TRM 12  | TRM Ret | SUZ 9   | SUZ 9    |        |        |       | 13位 | 13       |
| 2022年 | TCS NAKAJIMA RACING   | ダラーラ・SF19    | ホンダ   | FSW 14 | FSW 14   | FSW 14 | SUZ 9   | AUT 15 | SUG 12  | SUG 12  | FSW 9   | MOT 1   | MOT 1    | MOT 16 | SUZ 11 | SUZ 6 | 10位 | 32       |
| 2023年 | TCS NAKAJIMA RACING   | ダラーラ・SF23    | ホンダ   | FSW 4  | FSW 15   | FSW 15 | SUZ 11  | AUT 9  | SUG 13  | SUG 13  | FSW 7   | MOT Ret | MOT Ret  | SUZ    | SUZ    |       | 13位 | 14       |
| 2024年 | PONOS NAKAJIMA RACING | ダラーラ・SF23    | ホンダ   | SUZ 3  | AUT 4    | AUT 4  | SUG DNS | FSW 10 | MOT 4   | MOT 4   | FSW 8   | FSW Ret | FSW Ret  | SUZ 7  | SUZ 6  |       | 6位* | 21*      |

- 太字はポールポジション、斜字はファステストラップ。(key)
- * : 今シーズンの順位。

### F1世界選手権
| 年     | エントラント | シャシー | エンジン               | 1   | 2   | 3   | 4   | 5   | 6   | 7   | 8   | 9   | 10  | 11  | 12  | 13  | 14  | 15  | 16  | 17     | 18  | 19  | 20  | 21  | WDC | ポイント |
| ------ | ------------ | -------- | ---------------------- | --- | --- | --- | --- | --- | --- | --- | --- | --- | --- | --- | --- | --- | --- | --- | --- | ------ | --- | --- | --- | --- | --- | -------- |
| 2019年 | トロ・ロッソ | STR14    | ホンダ RA619H 1.6 V6 t | AUS | BHR | CHN | AZE | ESP | MON | CAN | FRA | AUT | GBR | GER | HUN | BEL | ITA | SIN | RUS | JPN TD | MEX | USA | BRA | ABU | -   | -        |

(key)

### SUPER GT
| 年     | チーム                             | 使用車両                   | クラス | 1       | 2       | 3       | 4      | 5       | 6       | 7      | 8      | 順位 | ポイント |
| ------ | ---------------------------------- | -------------------------- | ------ | ------- | ------- | ------- | ------ | ------- | ------- | ------ | ------ | ---- | -------- |
| 2010年 | TEAM KUNIMITSU                     | ホンダ・HSV-010 GT         | GT500  | SUZ 3   | OKA 8   | FSW 10  | SEP 5  | SUG 8   | SUZ 3   | FSW C  | TRM 6  | 8位  | 40       |
| 2011年 | TEAM KUNIMITSU                     | ホンダ・HSV-010 GT         | GT500  | OKA 2   | FSW 12  | SEP 7   | SUG 7  | SUZ Ret | FSW 5   | AUT 14 | TRM 4  | 9位  | 37       |
| 2012年 | TEAM KUNIMITSU                     | ホンダ・HSV-010 GT         | GT500  | OKA 2   | FSW 2   | SEP 6   | SUG 8  | SUZ 11  | FSW 12  | AUT 8  | TRM 9  | 5位  | 43       |
| 2013年 | ウイダー モデューロ 童夢レーシング | ホンダ・HSV-010 GT         | GT500  | OKA 5   | FSW 10  | SEP 4   | SUG 13 | SUZ 1   | FSW 5   | AUT 5  | TRM 7  | 4位  | 56       |
| 2014年 | ウイダー モデューロ 童夢レーシング | ホンダ・NSX CONCEPT-GT     | GT500  | OKA 5   | FSW 10  | AUT 7   | SUG 8  | FSW 1   | SUZ 3   | CHA 5  | TRM 3  | 4位  | 64       |
| 2015年 | TEAM KUNIMITSU                     | ホンダ・NSX CONCEPT-GT     | GT500  | OKA 2   | FSW Ret | CHA Ret | FSW 5  | SUZ 5   | SUG 1   | AUT 11 | TRM 3  | 3位  | 60       |
| 2016年 | TEAM KUNIMITSU                     | ホンダ・NSX CONCEPT-GT     | GT500  | OKA 10  | FSW Ret | SUG 10  | FSW 3  | SUZ 7   | CHA 10  | TRM 10 | TRM 12 | 14位 | 20       |
| 2017年 | TEAM KUNIMITSU                     | ホンダ・NSX-GT             | GT500  | OKA Ret | FSW 6   | AUT 3   | SUG 9  | FSW 8   | SUZ 3   | CHA 7  | TRM 5  | 7位  | 45       |
| 2018年 | TEAM KUNIMITSU                     | ホンダ・NSX-GT             | GT500  | OKA 2   | FSW 9   | SUZ 2   | CHA 11 | FSW 5   | SUG 1   | AUT 5  | TRM 3  | 1位  | 78       |
| 2019年 | TEAM KUNIMITSU                     | ホンダ・NSX-GT             | GT500  | OKA 15  | FSW 3   | SUZ 13  | CHA 12 | FSW 2   | AUT Ret | SUG 8  | TRM 6  | 8位  | 37       |
| 2020年 | TEAM KUNIMITSU                     | ホンダ・NSX-GT             | GT500  | FSW 6   | FSW 5   | SUZ 2   | TRM 5  | FSW 5   | SUZ Ret | TRM 3  | FSW 1  | 1位  | 69       |
| 2021年 | TEAM KUNIMITSU                     | ホンダ・NSX-GT             | GT500  | OKA 8   | FSW 4   | SUZ 4   | TRM 1  | SUG 2   | AUT 6   | TRM 12 | FSW 14 | 3位  | 60       |
| 2022年 | TEAM KUNIMITSU                     | ホンダ・NSX-GT             | GT500  | OKA 2   | FSW 5   | SUZ 9   | FSW 8  | SUZ 11  | SUG 8   | AUT 2  | MOT 1  | 3位  | 62       |
| 2023年 | TEAM KUNIMITSU                     | ホンダ・NSX-GT             | GT500  | OKA 12  | FSW 2   | SUZ 5   | FSW 6  | SUZ 7   | SUG Ret | AUT    | MOT    | 11位 | 31       |
| 2024年 | TEAM KUNIMITSU                     | ホンダ・シビックタイプR-GT | GT500  | OKA 3   | FSW 7   | SUZ 7   | FSW 2  | SUZ 4   | SUG 5   | AUT 4  | MOT 6  | 2位  | 64       |
| 2025年 | TEAM KUNIMITSU                     | ホンダ・シビックタイプR-GT | GT500  | OKA 4   | FSW     | SEP     | FSW    | SUZ     | SUG     | AUT    | MOT    | 4位* | 8*       |

- 太字はポールポジション、斜字はファステストラップ。(key)
- * : 今シーズンの順位。